# پاوئو شیماینسکی
پاوئو شیماینسکی (لهستانی: Paweł Szymański؛ زادهٔ ۲۸ مارس ۱۹۵۴) موسیقی‌دان و آهنگساز اهل لهستان است. وی دانش‌آموختهٔ دانشگاه موسیقی شوپن و بعدها از شاگردان تادئوش برد بود.
از فیلم‌ها یا مجموعه‌های تلویزیونی که وی در آن‌ها نقش داشته‌است، می‌توان به کارناوال اشاره نمود.